# Konstanzer Strasse (Berlins tunnelbana)
Konstanzer Strasse är en tunnelbanestation i Berlins tunnelbana på linjen U7 i stadsdelen Wilmersdorf. Den öppnades 28 april 1978 som en del i den nordvästra utbyggnaden av tunnelbanan. Stationen är formgiven av Rainer G. Rümmler.
Stationen ligger under Brandenburgische Strasse med en entré i norr mot Wittelsbacherstrasse samt en entré i söder mot Konstanzer Strasse.

## Bilder

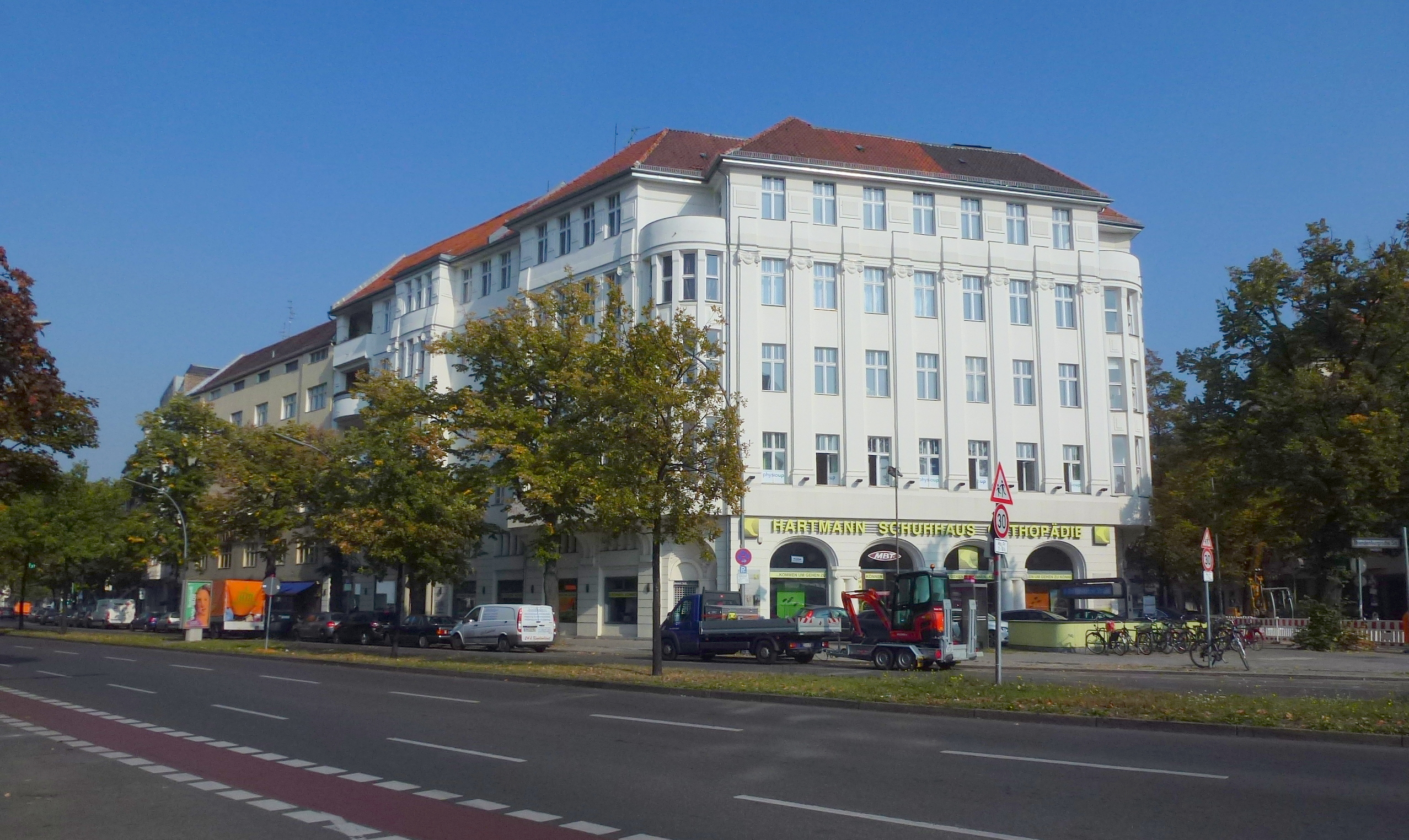
Entré Konstanzer Strasse
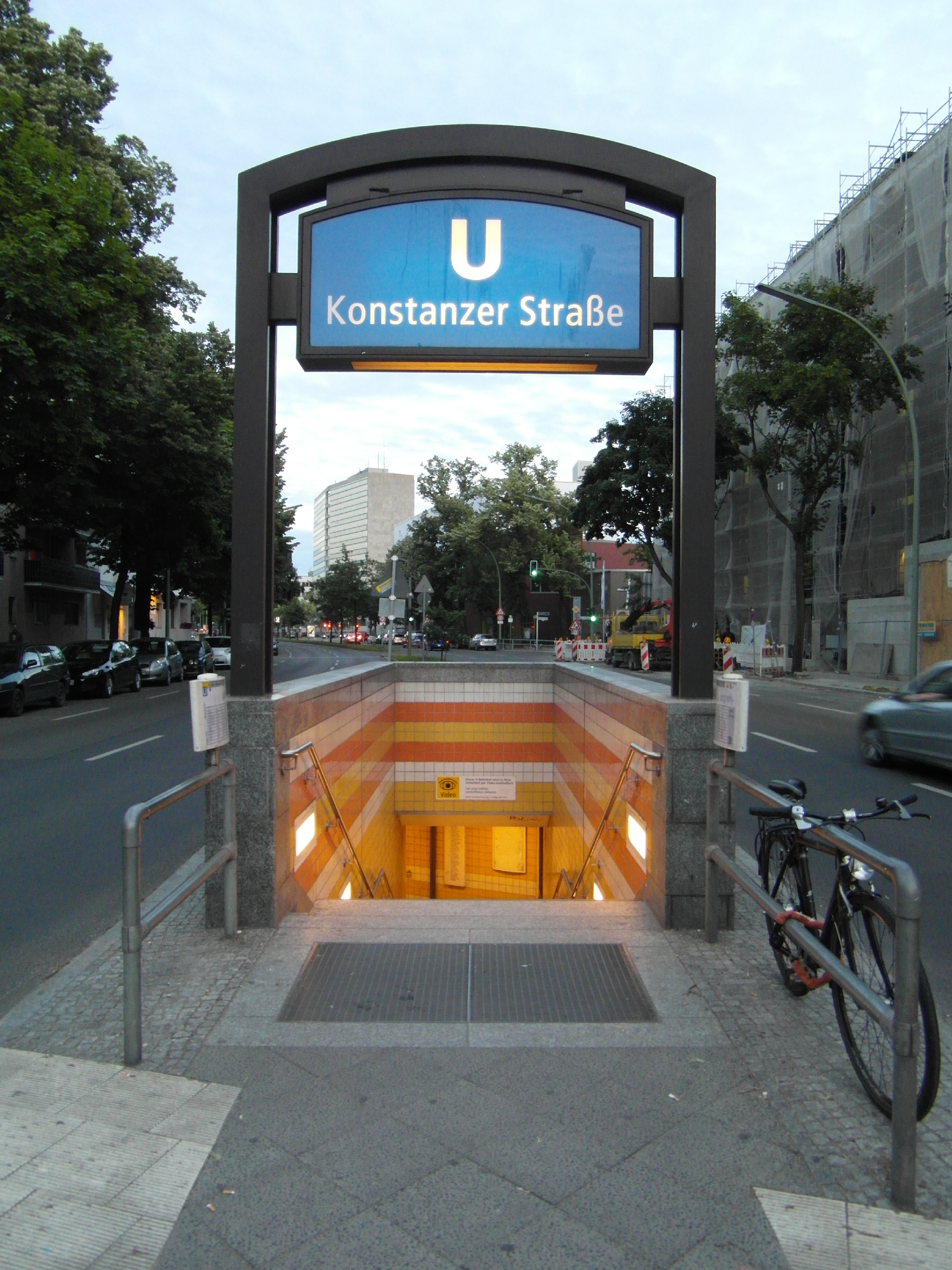
Entré Wittelsbacherstrasse
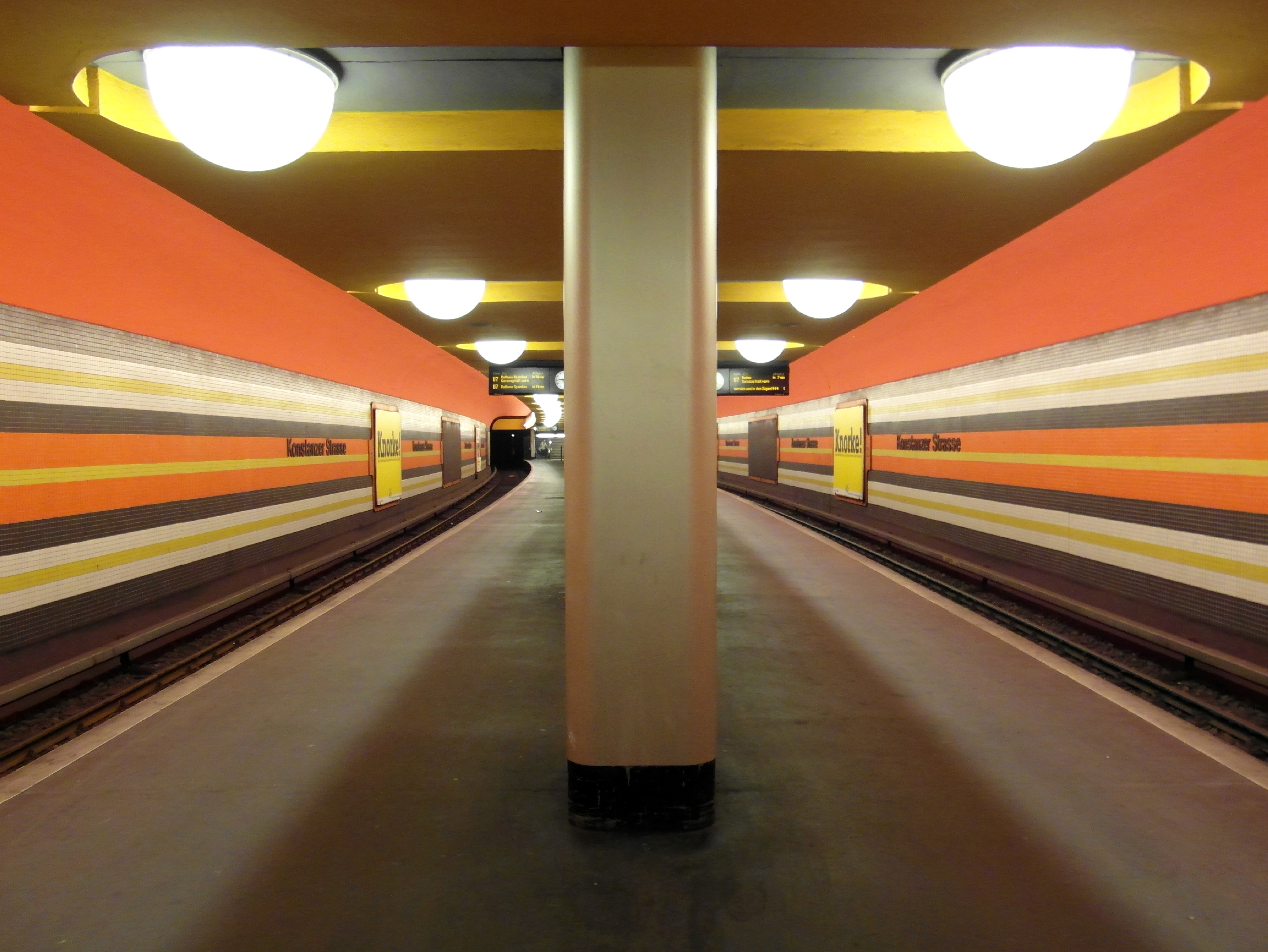
Perrongen